# Jardenia Lublin
Jardenia Lublin (hebr. ‏מועדון ספורט יהודי ירדניה לובלין‎) – żydowski klub piłkarski z siedzibą w mieście Lublin, działający w latach 1921–1924.

## Historia
Chronologia nazw:
- 1921: Ż.K.S. [Żydowski Klub Sportowy] Szomryja Lublin
- 1923: Ż.K.S. [Żydowski Klub Sportowy] Jardenia Lublin
- 1924: klub rozwiązano – po fuzji z Makkabi Lublin, tworząc Ż.T.G.S. Hakoah Lublin

Żydowski Klub Sportowy Szomryja (hebr. שומריה, pol. warta, straż) został założony w Lublinie w 1921 lub – według innych źródeł – w 1922 roku przez społeczność żydowską w ramach organizacji skautowskiej Haszomer Hacair, utworzona po zamknięciu związanego z Haszomer Hacair ŻTGS Szimszon. Siedziba klubu mieściła się przy ulicy Zamojskiej 35;  według A. Rubinsztejna lokal klubu mógł znajdować się w Bramie Grodzkiej.
W 1922 roku drużyna zadebiutowała w rozgrywkach inauguracyjnego sezonu Lubelskiego Okręgowego Związku Piłki Nożnej (LOZPN) w Klasie C, zajmując końcowe siódme miejsce. Najprawdopodobniej po roku 1923 drużyna zmieniła nazwę na Jardenia, po czym w 1924 roku połączyła się z klubem Makkabi, tworząc Żydowskie Towarzystwo Gimnastyczno-Sportowe Hakoah.

## Barwy klubowe, strój, herb, hymn
|  |  |

Klub ma barwy biało-błękitne. Piłkarze domowe spotkania zazwyczaj grali w biało-błękitnch strojach.

## Sukcesy

### Trofea międzynarodowe
Nie uczestniczył w rozgrywkach europejskich (stan na 31-05-2024).

### Trofea krajowe
| \| \| Zdobyte trofea w rozgrywkach Polski (stan na: 31-05-2024) \| |                                                           |      |          |
| Rozgrywki                                                          | Osiągnięcie                                               | Razy | Sezon(y) |
| Mistrzostwo                                                        | I miejsce                                                 | 0    |          |
| Mistrzostwo                                                        | II miejsce                                                | 0    |          |
| Mistrzostwo                                                        | III miejsce                                               | 0    |          |
| Puchar                                                             | zdobywca                                                  | 0    |          |
| Puchar                                                             | finalista                                                 | 0    |          |
| II liga                                                            | I miejsce                                                 | 0    |          |
| II liga                                                            | II miejsce                                                | 0    |          |
| II liga                                                            | III miejsce                                               | 0    |          |
| Polska                                                             | Zdobyte trofea w rozgrywkach Polski (stan na: 31-05-2024) |      |          |

- Lubelska Klasa C
  - 7. miejsce (1): 1922

## Poszczególne sezony

### Rozgrywki międzynarodowe

#### Europejskie puchary
Klub nie uczestniczył w rozgrywkach europejskich.

### Rozgrywki krajowe
| \| Polska \| Bilans występów klubu w rozgrywkach piłkarskich Polski (Stan na 31 maja 2024 r.) \| \| |                                                                                  |        |       |   |   |   |    |    |     |           |        |        |      |
| Poziom                                                                                              | Rozgrywki                                                                        | Sezony | Mecze | Z | R | P | B+ | B– | Pkt | Lata      | Awanse | Spadki | Naj. |
| I                                                                                                   | Liga                                                                             | 0      |       |   |   |   |    |    |     |           |        |        |      |
| II                                                                                                  | Klasa A / Liga Okręgowa                                                          | 0      |       |   |   |   |    |    |     |           |        |        |      |
| III                                                                                                 | Klasa B / Klasa A                                                                | 0      |       |   |   |   |    |    |     |           |        |        |      |
| IV                                                                                                  | III liga / Klasa C / Klasa B                                                     | 2      |       |   |   |   |    |    |     | 1922–1923 | 0      | 0      | 7    |
| | Puchar Polski                                                                    | 0      |       |   |   |   |    |    |     |           |        |        |      |
| Polska                                                                                              | Bilans występów klubu w rozgrywkach piłkarskich Polski (Stan na 31 maja 2024 r.) |        |       |   |   |   |    |    |     |           |        |        |      |

## Struktura klubu

### Stadion
Klub nie miał swojego stadionu. Drużyna rozgrywała swoje mecze domowe w Lublinie na boisku Wojskowego Klubu Sportowego Unia przy skrzyżowaniu ulic Lipowej i Obrońców Pokoju (na miejscu boiska znajduje się obecnie centrum handlowe Plaza).

## Kibice i rywalizacja z innymi klubami

### Derby
- Hakoah Lublin
- Hapoel Lublin
- Jutrznia Lublin
- Makkabi Lublin
- Sztern Lublin (Gwiazda)
- Wieniawa Lublin
- ŻAKS Lublin
- AZS Lublin (Sparta)
- HKS Lublin (Grot)
- KS Lublinianka
- Plage i Laśkiewicz Lublin
- Sokół Lublin
- Strzelec Lublin
- WKS Lublin